# Dietmar Hohn
Dietmar Hohn (* 25. Juli 1960) ist ein ehemaliger deutscher Fußballspieler.

## Karriere
Dietmar Hohn spielte in der Jugend des VfB Stuttgart und wechselte danach zum VfL Schorndorf. 1979 wurde er von den Stuttgarter Kickers verpflichtet. Nach mehreren Spielzeiten in der Amateurmannschaft der Kickers gab er am 20. August 1983 sein Profidebüt beim Heimspiel gegen die SG Union Solingen. Zwei weitere Einsätze für die Kickers in der 2. Bundesliga folgten noch im selben Monat. 1984 verließ Hohn die Kickers und schloss sich dem VfR Aalen an. 1985 wechselte er zum SSV Reutlingen 05, ehe er nach einer Spielzeit wieder nach Aalen zurückkehrte.
Nach seiner Karriere war Hohn unter anderem als Trainer beim SV Fellbach tätig.